# Jonathan Steinhauer
Jonathan Steinhauer (...) è un giocatore di football americano danese, che gioca come wide receiver per i Søllerød Gold Diggers.
Fa parte della nazionale danese di football americano, con la quale ha partecipato all'Europeo 2021.